# Le Ménil-Ciboult
Le Ménil-Ciboult és un municipi francès situat al departament de l'Orne i a la regió de Normandia. L'any 2007 tenia 117 habitants.

## Demografia

### Població
El 2007 la població de fet de Le Ménil-Ciboult era de 117 persones. Hi havia 44 famílies de les quals 12 eren unipersonals (8 homes vivint sols i 4 dones vivint soles), 20 parelles sense fills, 8 parelles amb fills i 4 famílies monoparentals amb fills.
La població ha evolucionat segons el següent gràfic:
Habitants censats

### Habitatges
El 2007 hi havia 57 habitatges, 51 eren l'habitatge principal de la família, 5 eren segones residències i 1 estava desocupat. Tots els 57 habitatges eren cases. Dels 51 habitatges principals, 39 estaven ocupats pels seus propietaris i 12 estaven llogats i ocupats pels llogaters; 6 tenien dues cambres, 10 en tenien tres, 9 en tenien quatre i 25 en tenien cinc o més. 44 habitatges disposaven pel capbaix d'una plaça de pàrquing. A 18 habitatges hi havia un automòbil i a 29 n'hi havia dos o més.

### Piràmide de població
La piràmide de població per edats i sexe el 2009 era:
| Homes | Edats   | Dones |
| ----- | ------- | ----- |
| 0     | 95 o +  | 0     |
| 0     | 90 a 94 | 0     |
| 0     | 85 a 89 | 0     |
| 0     | 80 a 84 | 0     |
| 0     | 75 a 79 | 0     |
| 4     | 70 a 74 | 4     |
| 4     | 65 a 69 | 4     |
| 8     | 60 a 64 | 4     |
| 0     | 55 a 59 | 4     |
| 4     | 50 a 54 | 4     |
| 4     | 45 a 49 | 4     |
| 8     | 40 a 44 | 4     |
| 8     | 35 a 39 | 8     |
| 8     | 30 a 34 | 4     |
| 0     | 25 a 29 | 0     |
| 0     | 20 a 24 | 8     |
| 0     | 15 a 19 | 12    |
| 16    | 10 a 14 | 4     |
| 4     | 5 a 9   | 4     |
| 0     | 0 a 4   | 4     |

## Economia
El 2007 la població en edat de treballar era de 76 persones, 55 eren actives i 21 eren inactives. De les 55 persones actives 52 estaven ocupades (27 homes i 25 dones) i 3 estaven aturades (2 homes i 1 dona). De les 21 persones inactives 16 estaven jubilades, 4 estaven estudiant i 1 estava classificada com a «altres inactius».

### Ingressos
El 2009 a Le Ménil-Ciboult hi havia 50 unitats fiscals que integraven 123,5 persones, la mediana anual d'ingressos fiscals per persona era de 16.545 €.

### Activitats econòmiques
L'únic establiment que hi havia el 2007 era d'una empresa de construcció.
Dels 2 establiments de servei als particulars que hi havia el 2009, 1 era un electricista i 1 agència de treball temporal.
L'any 2000 a Le Ménil-Ciboult hi havia 16 explotacions agrícoles que ocupaven un total de 663 hectàrees.

## Poblacions més properes
El següent diagrama mostra les poblacions més properes.